# K.u.k. Generalität
Die k.u.k. Generalität war die Gruppe der ranghöchsten Offiziere  de Landstreitkräfte Österreich-Ungarns 1867–1914. Sie führten größere Truppenverbände und bekleideten  leitende Stellungen bei den Zentralbehörden.

## Hierarchie

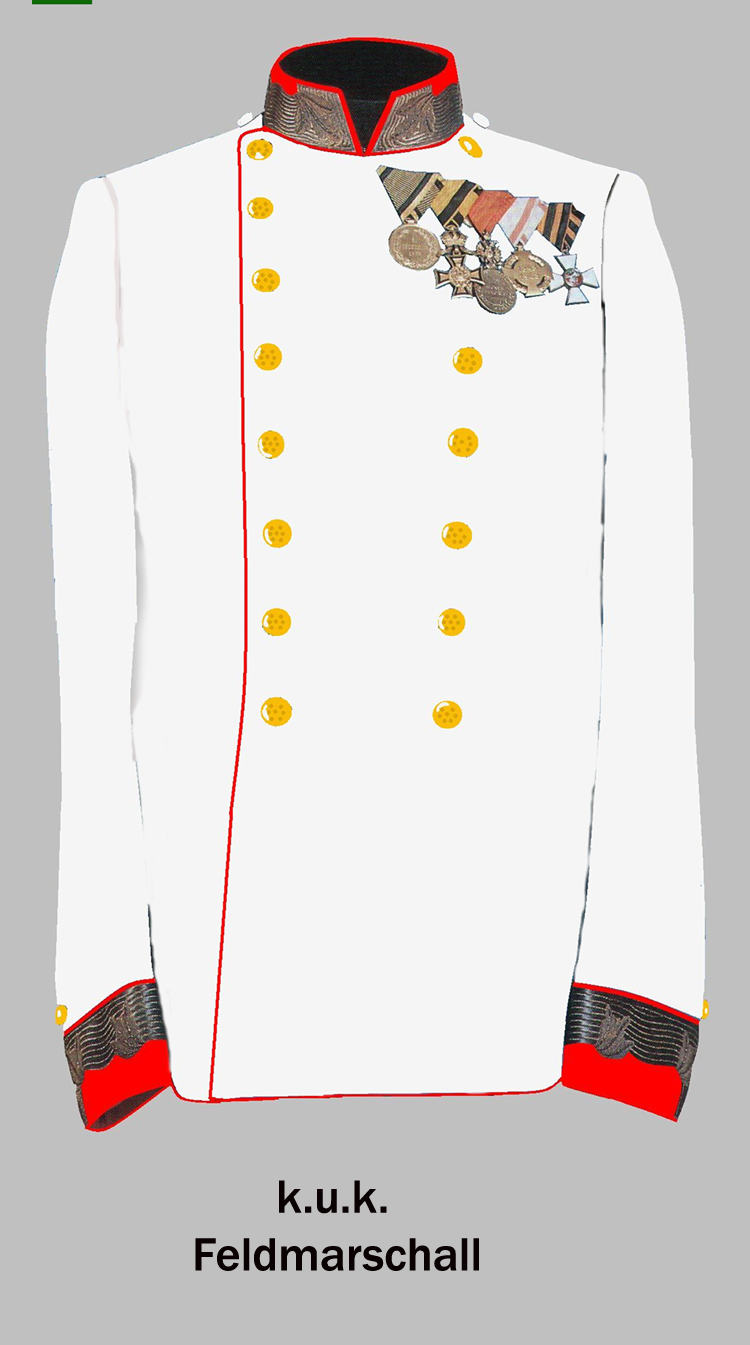
Galarock für österreichische Generale (hier: Feldmarschall mit der beispielhaften Ordensspange Kaiser Franz Josephs)

An der Spitze der Dienstgradgruppe der Generäle stand der Feldmarschall (FM). Letzter Feldmarschall vor dem Ersten Weltkrieg war Erzherzog Albrecht, der 1895 verstarb. Danach wurde dieser Dienstgrad bis zum Ersten Weltkrieg nicht mehr vergeben. (Ausgenommen hiervon war der Kaiser, dem dieser Rang automatisch zustand.)
Unter dem FM folgte der General der Kavallerie, bzw. der Feldzeugmeister. (Die Bezeichnung General der Kavallerie war Offizieren vorbehalten, die aus der Kavallerie kamen. Alle anderen wurden Feldzeugmeister genannt.) Ab 1908 wurde der Rang General der Infanterie eingeführt. Die Feldzeugmeister kamen seitdem nur noch aus der Artillerie bzw. dem Artilleriezeugwesen und dem militärgeographischen Dienst. Diese Ranggruppe stellte die Korpskommandanten (als größte Truppenformation im Frieden).
Die Feldmarschalleutnants bekleideten für gewöhnlich die Stellung eines Divisionskommandanten, und die Generalmajore wurden in der Verwendung als Brigadekommandanten eingesetzt. Der Rang des Generaloberst wurde erst 1915 eingeführt.

## Adjustierung, Ausrüstung und Bewaffnung
Unterschieden wurde zwischen deutschen und ungarischen Generälen. Die Uniform der ungarischen Generäle durfte nur von solchen Offizieren getragen werden, die vorher Oberst eines Husarenregiments gewesen waren.

### Deutsche Galauniform

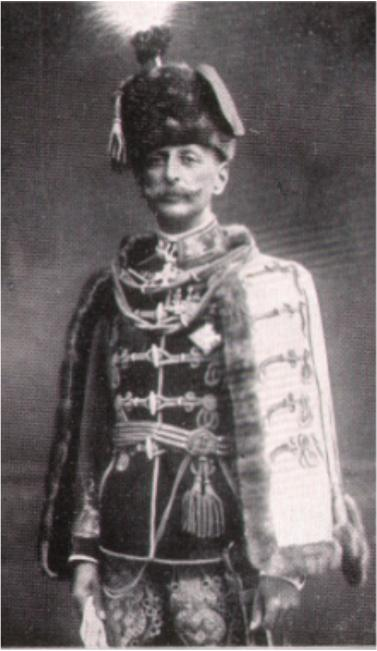
General von Sarkotić in Ungarischer Gala

Die deutsche Galauniform  bestand aus einem Hut mit Federbusch, weißem Waffenrock und scharlachroten Pantalons mit Goldborten.
Deutsche Dienstuniform zu ParadenHut mit Federbusch, hechtgrauer Waffenrock, blaugraue Pantalons mit  scharlachroten Lampassen.
Deutsche Dienstuniform im Feld, bei Waffenübungen und auf dem MarschFeldkappe, Waffenrock und Stiefelhose

### Ungarische Galauniform
Die ungarische Galauniform bestand aus dem Kalpak mit Reiherbusch, scharlachroter Attila, weißem Pelz, scharlachroter Stiefelhose, Tschismen mit goldener Schnur und Rosette.
Ungarische Dienstuniform zur ParadeTschako mit Federbusch, hechtgraue Attila, (bei entsprechenden Witterungsverhältnissen  hechtgrauer Pelz) blaugraue Pantalons mit scharlachroten Lampassen.
Ungarische Dienstuniform im Feld, bei Waffenübungen und auf dem MarschFeldkappe, hechtgrauer Pelz, hechtgraue Attila, blaugraue Stiefelhose, Tschismen mit lederner Schnur und Rosette.
Die Galauniform war zu tragen bei: Audienzen, bei Hof- und Ordensfesten sowie bei Missionen an fremden Höfen. Sie war nur zu Fuß und nicht im Truppenverband gestattet. Die ungarischen Generäle hatten den Pelz umgehängt zu tragen, ausgenommen andere Generäle erschienen im Mantel, dann musste der Pelz angezogen werden. Der Mantel der deutschen Uniform war anzulegen, wenn die Truppe im Mantel ausgerückt war, die ungarischen Generäle hatten ihn nur bei Regenwetter zu tragen, dann musste er über der Attila angezogen werden.

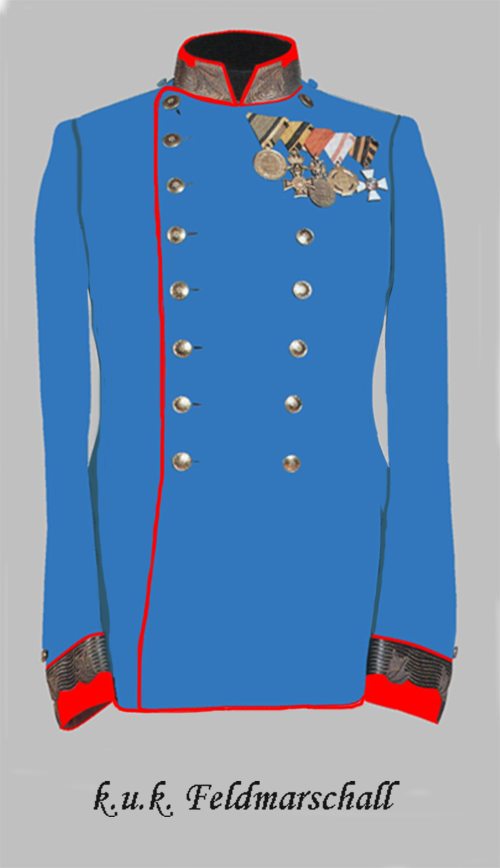
Waffenrock zum Dienst und zur Parade

## Adjustierung der deutschen Generäle
Galakopfbedeckung war ein Stulphut nach Art der Militärärzte mit einer goldenen, 8 cm breiten Zackenmusterborte und einem Busch aus grünen Geierfedern. Daneben gab es noch die Feldkappen nach Art der Infanterieoffiziere. Der Galawaffenrock bestand aus weißem Tuch mit scharlachroter Egalisierung und zwei Reihen von gelben Knöpfen im Generalsdessin. Der Waffenrock zur Dienstuniform war aus hechtgrauem Tuch und ähnlich dem Galarock geschnitten.
Die Dienstgradabzeichen der Generäle unterschieden sich von den übrigen Offizieren. Generäle bis zum General d. K. bzw. dem FZM trugen am Kragen eine 3,3 cm und an den Ärmelaufschlägen eine 5,3 cm breite, mit Zackenmuster besetzte Goldborte. Der Generalmajor trug am Kragen einen, der Feldmarschalleutnant zwei und der GdK/FZM je drei silbergestickte Sterne. Der Feldmarschall hatte keine Sterne, sondern je ein goldgesticktes Akanthusblatt links und rechts auf dem Kragen.
Die, mit scharlachroten Parolis ausgestattete, hechtgraue Bluse war nur zum Bürodienst, bei Dienstreisen und entsprechenden Gelegenheiten zugelassen. Feldmarschmäßig war sie nicht zu tragen. Die, zur Galauniform getragenen, scharlachroten Pantalons hatten an beiden Seiten einen Besatz aus Goldborten; die zur Dienstuniform gehörenden blaugrauen Pantalons dagegen an jeder Seite zwei 3,3 cm breite Lampassen. Die Hose der Dienstuniform konnte auch als Stiefelhose (Breeches) ausgeführt werden.
Der Mantel bestand aus blaugrauem Tuch mit scharlachroten Passepoils und Parolis. Das Futter war ebenfalls von scharlachroter Farbe.
Die Generäle führten eine besondere Art der Feldbinde, die aus Goldfäden und mit schwarzer Seide durchwirkt war. Die von der Quaste herabhängenden Fransen bestanden aus gedrehten Steckbouillons. Seitenwaffe war der Infanterieoffizierssäbel.

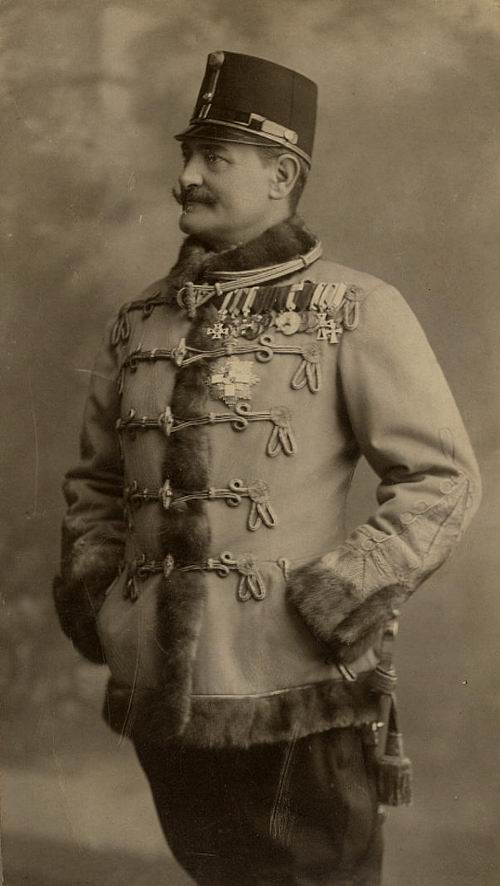
Feldzeugmeister Tamasy mit Pelz in ungarischer Paradeuniform

## Adjustierung der ungarischen Generäle
Zur Galauniform gehörte ein Kalpak aus Edelmarder mit einer Höhe von 17 cm. Am Kalpak befand sich der Mützenbeutel aus scharlachrotem Tuch, der bis zum Rand herabreichte und eine Anhängeschnur zur Zierde. Die Anhängeschnur war aus 4 mm dicken, vierkantigen Schnur, die goldfarbig und schwarzgeritzt war. Dazu kamen noch zwei Rundflechten samt Quasten. Die Schnur war doppelt gelegt und in 17 Glieder geflochten. Die Anhängeschnur war mit Hafteln an der rechten Seite des Kalpaks befestigt; der geflochtene Teil hing dabei bogenförmig herab. Vorne wurde der Kalpak mit einem 32 cm hohen, weißen Reiherbusch verziert. Er wurde mit Eichel von mattem Goldgeflecht gehalten, das mit schwarzer Seide meliert war. Abgedeckt wurde der Ansatz durch schwarze gekrauste Federn von 3,5 cm Länge. Zur Dienstuniform wurde ein Tschako mit Federbusch getragen, wie er in der Form für die Husarenoffiziere üblich war, allerdings mit einem schwarzen Tuchüberzug. Der Schirm hatte am vorderen Rand eine Stickerei aus Goldfäden, den Übergang zum Stumpen verdeckte eine goldene Kettenschnur. Der Tschakoadler hatte die Form des Dragoneradlers entsprach in der Größe allerdings dem Adler der Husarenoffiziere. Die Rangborte war 6,6 cm breit und war gleich der Borte an den Ärmelaufschlägen für Generalswaffenröcke. Am Tschako befand sich eine Schnurverzierung aus 3 mm dicken Schnüren, goldfarbig und doppelt gelegt die an den Enden mit je einem Rundgeflecht mit Quaste besetzt waren. Die Rundgeflechte ähnelten denen am Husarentschako. Der Federbusch aus grünen Geierfedern war aufgerichtet befestigt und 15 cm hoch. Oben hatte er eine Breite von 11 cm. Die Feldkappe war ähnlich denen der Infanterieoffiziere.
Die zur Galauniform vorgeschriebene Attila war aus scharlachrotem Tuch hergestellt und glich im Schnitt der Husarenattila. Die Verzierungen waren aus goldenen Kettenschnüren, Oliven und Rosetten mit Gold übersponnen. Anders als bei der gewöhnlichen Offiziersattila hingen jedoch hier die Schlingenenden herab. In der gleichen Form war die weiße Pelzattila hergestellt. Für alle Generäle waren die Ärmel der Attilas mit gezackten Borten besetzt, jene der Feldmarschälle jedoch mit einem Muster nach Art des Akanthusblattes. Zur Dienstuniform gehörte eine hechtgraue Attila, deren Kragen und Aufschläge aus Egalisierungstuch und die Verzierungen aus gold-schwarz melierten Attillaschnüren bestanden. Die hechtgraue Pelzattila war mit weißem Pelz verbrämt und unterschied sich ansonsten nicht von der weißen Pelzattila.
Zur Galauniform wurde eine scharlachrote Stiefelhose mit 2 cm breiten Vitéz Kötés aus Goldborten getragen. An den Schenkelnähten befand sich eine gleiche, 2,6 cm breite Borte. Die blaugrauen Pantalons zur Dienstuniform waren gleich den deutschen Generälen. Sowohl zur Dienst- als auch zur Galauniform gehörte ein Leibgürtel aus Gold- und schwarzseidenen Schnüren mit einer Breite von 4,6 cm. Dieser Gürtel wurde von mit Knebel und Schlinge zusammengehalten.
Fußbekleidung waren die ungarischen Stiefel, sog. Tschismen, die zur Dienstuniform aus unlackiertem Kalbsleder; zur Galauniform jedoch schwarzem Korduanleder bestanden. Letztere waren mit goldener Kettenschnur, Rosetten und Husarensporen versehen.
Der Mantel war der der Kavallerieoffiziere, aus braunem Tuch jedoch mit scharlachrotem Futter. Als Seitenwaffe diente auch hier der Infanterieoffizierssäbel.

## Museale Rezeption
Im Wiener Heeresgeschichtlichen Museum sind zahlreiche Objekte von namhaften Mitgliedern der k.u.k. Generalität ausgestellt. So können beispielsweise der Marschallstab von Feldmarschall Erzherzog Friedrich und die Feldblusen, Orden- und Ehrenzeichen sowie Marschallstäbe der Feldmarschälle Erzherzog Eugen, Boroević von Bojna, Alexander von Krobatin und Kövess von Kövesshaza besichtigt werden. Die Uniform und der Marschallstab von Feldmarschall Conrad von Hötzendorf ist ebenfalls der Öffentlichkeit zugänglich. Darüber hinaus sind die jeweiligen Vitrinen auch mit diversen persönlichen Gegenständen aus dem Besitz der erwähnten höchstrangigen Offiziere befüllt.